# Bungakukai
Bungakukai (japanisch 文學界, dt. „Literaturwelt“) ist der Name dreier zu unterschiedlichen Zeiten, nicht parallel, herausgegebener japanischer Literaturzeitschriften. Seit dem August des Jahres 1947 erscheint unter dem Titel Bungakukai monatlich die Belletristikzeitschrift des Verlages Bungeishunjū (文藝春秋). Dieses setzt sich besonders für die Entdeckung neuer Literaten ein und vergibt den sogenannten Neulingspreis (文學界新人賞, Bungakukai shinjinshō). Innerhalb Japans ist sie eine der sogenannten fünf großen Literaturzeitschriften (五大文芸誌, godai bungeishi).

## Geschichte
Erste Bungakukai (1893–1898)
Die erste Bungakukai-Zeitschrift wurde im Januar 1893 von Kitamura Tōkoku, Shimazaki Tōson, Ueda Bin, Togawa Shūkotsu und Hirata Tokuboku herausgegeben und war Auslöser einer neuen romantischen Strömung in der Literatur der damaligen Zeit. Im Januar 1898 wurde die  Zeitschrift jedoch wieder aus dem Druck genommen. Eine Verbindung zu der aktuell erscheinenden Zeitschrift von Bungei Shunjū gibt es nicht.
Zweite Bungakukai (1933–1944)
Die zweite Bungakukai-Zeitschrift wurde erstmals im Oktober 1933 herausgegeben, diesmal von Hayashi Fusao, Takeda Rintarō (武田 麟太郎), Kobayashi Hideo und dem späteren Literaturnobelpreisträger Kawabata Yasunari. 1938, als Ishikawa Jun das kriegskritische Marsgedicht in der Zeitschrift veröffentlichte, wurde gegen diese wegen „Förderung kriegsfeindlicher Tendenzen“ ein Herausgabeverbot verhängt. Der Verfasser des Gedichtes, Ishikawa Jun, und der Herausgeber der Zeitschrift, Kawakami Tetsutarō, wurden zu einer Geldstrafe verurteilt, die jedoch von dem Gründer von Bungei Shunjū, Kikuchi Kan, entrichtet wurde. Im Zusammenhang mit diesem Vorfall wurde die Bungakukai-Zeitschrift, bis zur vorläufigen Einstellung der Herausgabe im April 1944, von Bungei Shunjū übernommen. 
Dritte Bungakukai (seit 1947)
Im Juni 1947 wurde sie von diesem neu herausgegeben und zählt seitdem zu dessen regelmäßig erscheinenden Titeln.
Die Bungakukai gehört neben Gunzō, Shinchō, Subaru und Bungei zu den fünf großen Literaturzeitschriften Japans.